# Jhonny Girón
Jhonny Alexander Girón Ochoa (Nació el 15 de enero de 1983 en la Aldea Galvez, Flores Costa Cuca, Quetzaltenango) es un futbolista guatemalteco que juega en la posición de defensa actualmente para el Xelajú MC equipo de la Liga Nacional de Guatemala. Se desempeña de líbero cuando se juega en línea de tres defensores, y de central cuando se juega con cuatro.
Además ha jugado para otros equipos importantes de Guatemala, como el CSD Municipal y el Deportivo Marquense.
Ha sido llamado a varios procesos de Selección guatemaleca por Ever Hugo Almeida en eliminatorias para el Mundial 2014, por Víctor Hugo Monzón para un partido contra la Selección de Argentina y más recientemente por Iván Franco Sopegno para la Copa Centroamericana 2014.